# Gurbanguly Berdimuhammedow
Gurbanguly Berdimuhammedow (turkmensk: Gurbanguly Mälikgulyýewiç Berdimuhamedow, russisk: Курбанкули (eller Гурбангулы) Мяликгулыевич Бердымухаммедов) (født 29. juni 1957) er Turkmenistans præsident. Han har haft posten siden 21. december 2006, da han blev fungerende præsident efter Saparmurat Nijasovs død. De kommer begge fra partiet Turkmenistans demokratiske parti. Den 14. februar 2007 blev Berdimuhammedow udråbt til præsident efter at have vundet præsidentvalget tre dage tidligere med 89% af stemmerne.
Gurbanguly Berdimuhammedow er ligesom sin forgænger blevet genstand for persondyrkelse i Turkmenistan. Den 25. maj 2015 blev en forgyldt kæmpestatue af ham indviet i Ashgabat.